# Leodonta zenobina
Leodonta zenobina är en fjärilsart som först beskrevs av Carl Heinrich Hopffer 1869.  Leodonta zenobina ingår i släktet Leodonta och familjen vitfjärilar. Inga underarter finns listade i Catalogue of Life.